# Lijst van oorlogsmonumenten in Hattem
De Nederlandse gemeente Hattem heeft 8 oorlogsmonumenten. Hieronder een overzicht.
| Nr.                             | Object                               | Herdachte groep                          | Ontwerper                       | Onthulling       | Type        | Locatie                                           | Plaats | Coördinaten                  | Foto                                 |
| ------------------------------- | ------------------------------------ | ---------------------------------------- | ------------------------------- | ---------------- | ----------- | ------------------------------------------------- | ------ | ---------------------------- | ------------------------------------ |
| 1978                            | Fusillademonument Hattem             | geallieerde militair, burgerslachtoffers | J.H. Plat, M. van de Veen       | 4 mei 1980       | zuil        | Geldersedijk thv Hendrikjesweg/Hollewand, 8051 EP | Hattem | 52° 28' 48" NB, 6° 3' 47" OL | Meer afbeeldingen                    |
| 1982                            | Plaquette tegen de N.H. kerk         | algemeen, burgerslachtoffers             | Lajos Györfi (1960)             | 4 mei 1995       | plaquette   | tegenover Kerkhofstraat 1, 8051 GG                | Hattem | 52° 28' 28" NB, 6° 4' 12" OL | Meer afbeeldingen                    |
| 1983                            | Monument bij de Oude IJsselbrug      | geallieerde militair, burgerslachtoffers | Steenhouwerij G. Beernink & Zn. | 4 mei 1980       | zuil        | tegenover Geldersedijk 81                         | Hattem | 52° 29' 48" NB, 6° 3' 6" OL  | Meer afbeeldingen                    |
| 2712                            | Plaquette aan de Stadspoort          | algemeen, geallieerde militairen         |                                 |                  | plaquette   | tegenover Dijkpoort 5                             | Hattem | 52° 28' 32" NB, 6° 4' 12" OL | Plaquette aan de Stadspoort          |
| 2791                            | Plaquette aan de voormalige synagoge | vervolgden Nederland                     |                                 | 25 april 2006    | plaquette   | Achterstraat 33, 8051 GA                          | Hattem | 52° 28' 30" NB, 6° 4' 4" OL  | Plaquette aan de voormalige synagoge |
| 2796                            | Plaquette aan de Oude IJsselbrug     | overig                                   |                                 | 21 december 2005 | plaquette   | Oude IJsselbrug, Hattem zijde                     | Hattem | 52° 29' 49" NB, 6° 3' 28" OL | Plaquette aan de Oude IJsselbrug     |
| 3180                            | Monument aan de Zuiderzeestraatweg   | geallieerde militairen                   |                                 | 19 april 1995    | gedenksteen | Zuiderzeestraatweg 25, 8051 SL                    | Hattem | 52° 29' 49" NB, 6° 3' 28" OL | Monument aan de Zuiderzeestraatweg   |
| Dit oorlogsmonument op Wikidata | Stolpersteine                        | vervolgden Nederland                     | Gunter Demnig                   |                  | reliëf      | Zie Lijst van Stolpersteine in Hattem             |        |                              | Meer afbeeldingen                    |

Aalten ·
Apeldoorn ·
Arnhem ·
Barneveld ·
Berg en Dal ·
Berkelland ·
Beuningen ·
Bronckhorst ·
Brummen ·
Buren ·
Culemborg ·
Doesburg ·
Doetinchem ·
Druten ·
Duiven ·
Ede ·
Elburg ·
Epe ·
Ermelo ·
Harderwijk ·
Hattem ·
Heerde ·
Heumen ·
Lingewaard ·
Lochem ·
Maasdriel ·
Montferland ·
Neder-Betuwe ·
Nijkerk ·
Nijmegen ·
Nunspeet ·
Oldebroek ·
Oost Gelre ·
Oude IJsselstreek ·
Overbetuwe ·
Putten ·
Renkum ·
Rheden ·
Rozendaal ·
Scherpenzeel ·
Tiel ·
Voorst ·
Wageningen ·
West Betuwe ·
West Maas en Waal ·
Westervoort ·
Wijchen ·
Winterswijk ·
Zaltbommel ·
Zevenaar ·
Zutphen